# Śladami Radusza

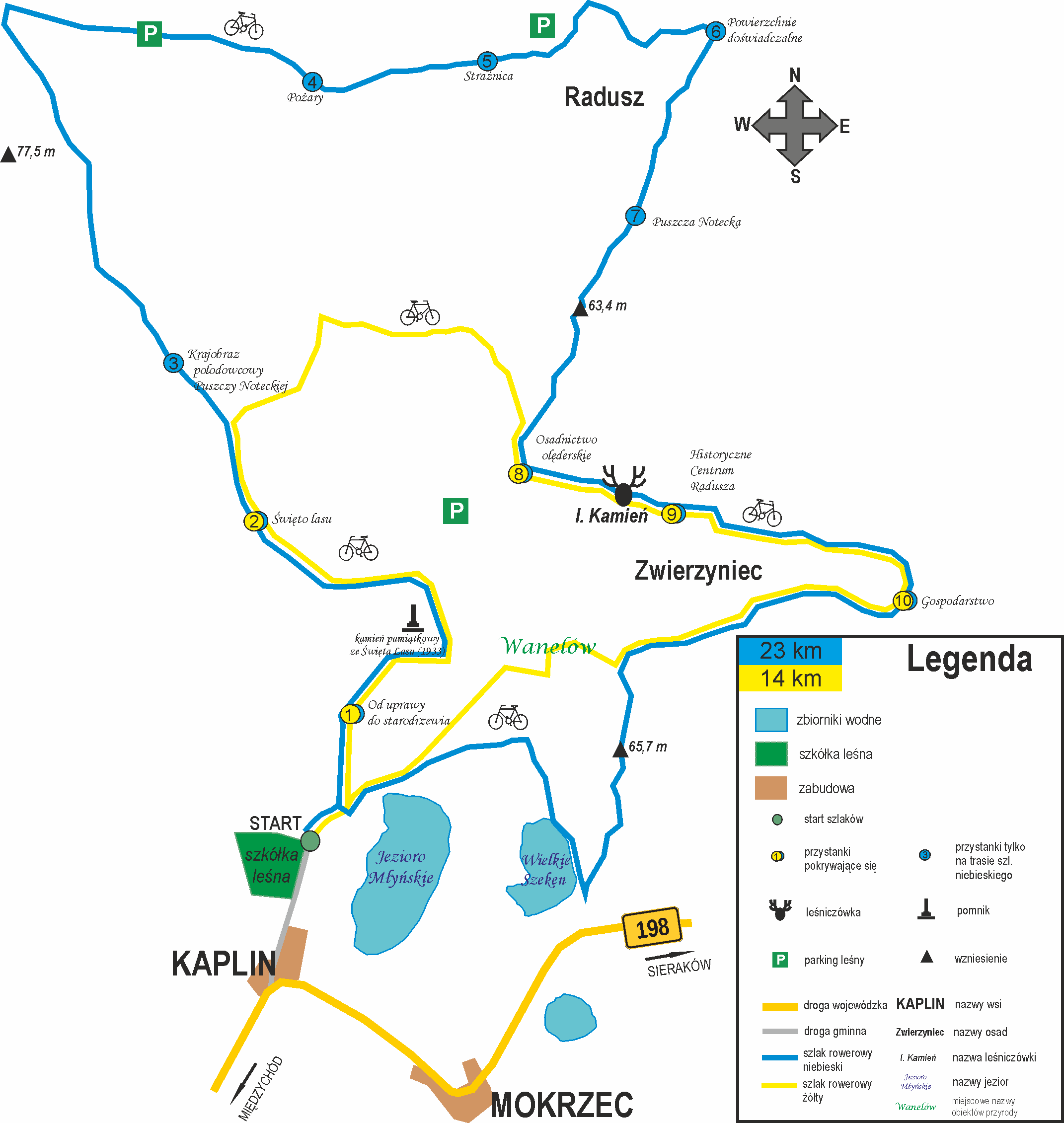
Mapa ścieżek rowerowych Śladami Radusza

Śladami Radusza – dwa rowerowe szlaki historyczno-krajoznawcze biegnące przez Puszczę Notecką do osady Radusz w gminie Międzychód. Szlaki wybiegają z wioski Kaplin, przebiegając równolegle drogą obok zachodniego brzegu jeziora Młyńskiego. Te ścieżki rowerowe w Puszczy Noteckiej prowadzą po pozostałościach dużej wsi Radusz, zlikwidowanej w czasach okupacji hitlerowskiej.

## Powstanie tras rowerowych
Ścieżka rowerowa Śladami Radusza powstała 6 czerwca 2008 roku, z inicjatywy Nadleśnictwa Międzychód oraz Stowarzyszenia na Rzecz Rozwoju Ziemi Międzychodzkiej przy współpracy gminy Międzychód
Ścieżka przebiega m.in. przez Radusz, czyli wieś, której nie ma, a dodatkowo stanowi integralną część istniejących obiektów edukacyjnych nadleśnictwa (ścieżka: Kaplin → szkółka, ścieżka dyd.: Bobrowy Zakątek, Izba pamięci Radusza) oraz obejmuje swym przebiegiem kilka gospodarstw agroturystycznych. Koszt budowy trasy wyniósł około 25 tysięcy złotych. 

### Goście
W uroczystym otwarciu ścieżki udział wzięło około 200 osób, z czego ponad 150 uczestników to byli rowerzyści. Na otwarcie ścieżki przybyli także: dyr. Regionalnej Dyrekcji Lasów Państwowych w Szczecinie, Sławomir Wencel, przedstawiciel Urzędu Marszałkowskiego w Poznaniu, Andrzej Kaleniewicz, Prezes Towarzystwa Olędrów Polskich, Honorowy Konsul Królestwa Niderlandów, Andrzej Gawroński, Sekretarz Rady Społeczno - Naukowej LKP Puszcza Notecka, Władysław Kusiak oraz przedstawiciele przedsiębiorstw z Międzychodu (m.in. Dombud, Aluplast) i firmy współpracujące z międzychodzkim rzemiosłem.

## Szlak żółty
Szlak żółty Śladami Radusza jest krótszym wariantem wycieczki. Jego trasa przewiduje 5 przystanków edukacyjnych na długości 14 km. 

### Trasa
| odległość (km) | miejsce                                    | elementy na trasie | skrzyżowania szlaków                                          |
| -------------- | ------------------------------------------ | ------------------ | ------------------------------------------------------------- |
| 0,0            | Kaplin                                     |                    | Śladami Radusza: niebieski PTTK                               |
| 2,28           | Pamiątkowy kamień z 1933 r. ze Święta lasu |                    | Ścieżka edukacyjna Bobrowy zakątek Śladami Radusza: niebieski |
| 8,11           | leśniczówka Kamień                         |                    | Śladami Radusza: niebieski PTTK                               |
| 10,5,          | Zwierzyniec                                |                    |                                                               |
| 11,9           | Wanelów                                    |                    | Śladami Radusza: niebieski                                    |
| 14,0           | Kaplin płn.-zach. brzeg jeziora Młyńskiego |                    |                                                               |

## Szlak niebieski
Szlak niebieski Śladami Radusza jest dłuższym i trudniejszym wariantem wycieczki. Jego trasa przewiduje 10 przystanków edukacyjnych na długości 23 km. 

### Trasa
| odległość (km) | miejsce                                         | elementy na trasie | skrzyżowania szlaków                                          |
| -------------- | ----------------------------------------------- | ------------------ | ------------------------------------------------------------- |
| 0,0            | Kaplin                                          |                    | Śladami Radusza: żółty                                        |
| 2,28           | Pamiątkowy kamień z 1933 r. ze Święta lasu      |                    | Ścieżka edukacyjna Bobrowy zakątek Śladami Radusza: niebieski |
| 5,4            | wzniesienie 77,5 m w okolicy Sowiej Góry        |                    |                                                               |
| 10,3           | pozostałości osady leśnej Radusz                |                    |                                                               |
| 12,7           | wzniesienie 63,4 m w pobliżu leśniczówki Kamień |                    |                                                               |
| 14,2           | leśniczówka Kamień                              |                    | Śladami Radusza: żółty PTTK                                   |
| 17,9           | wzniesienie 65,7 m w pobliżu Zwierzyńca         |                    | Ścieżka konna Mokrzec → Czapliniec                            |
| 19,5           | Zwierzyniec                                     |                    | DW nr                                                         |
| 20,0 - 21,0    | prawy brzeg jez. Wielkie Szeken                 |                    | Ścieżka konna Mokrzec → Czapliniec Śladami Radusza: żółty     |
| 23,0           | Kaplin płn.-zach. brzeg jeziora Młyńskiego      |                    |                                                               |

## Przystanki edukacyjne
Na szlakach rozmieszczonych jest 10 przystanków o tematyce przyrodniczo - historycznej z tablicami informacyjnymi oraz miejscami do wypoczynku. Trasa żółta pomija przystanki od 3 do 7.
| lp | nazwa przystanku                        | szlak rowerowy żółty | km  | szlak rowerowy niebieski | km   |
| -- | --------------------------------------- | -------------------- | --- | ------------------------ | ---- |
| 1  | Od uprawy do starodrzewia               |                      | 1,1 |                          | 1,1  |
| 2  | Święto Lasu                             |                      | 3,9 |                          | 3,9  |
| 3  | Krajobraz polodowcowy Puszczy Noteckiej | N                    | -   |                          | 5,1  |
| 4  | Pożary                                  | N                    | -   |                          | 9,1  |
| 5  | Strażnica                               | N                    | -   |                          | 10,0 |
| 6  | Powierzchnie doświadczalne              | N                    | -   |                          | 11,5 |
| 7  | Puszcza Notecka                         | N                    | -   |                          | 12,8 |
| 8  | Osadnictwo olęderskie                   |                      | 6,5 |                          | 13,9 |
| 9  | Historyczne centrum Radusza             |                      | 7,9 |                          | 14,8 |
| 10 | Gospodarstwo                            |                      | 9,4 |                          | 16,5 |

### Inne szlaki turystyczne
- Bobrowy Zakątek
- Szlaki turystyczne w powiecie międzychodzkim

### Jeziora
- Jez. Młyńskie

### Wsie i osady
- Kaplin
- Radusz
- Zwierzyniec